# Liste europäischer Mineralwassermarken
Die EU-Kommission veröffentlicht regelmäßig die in der EU, in den EWR-Staaten und im Vereinigten Königreich (bzgl. Nordirland) anerkannten natürlichen Mineralwässer amtlich im Amtsblatt der Europäischen Union. Die Liste wurde zuletzt am 18. Mai 2022 neu bekannt gemacht. Die folgende Liste enthält europäische Marken von Mineralwasser auch außerhalb des EU-/EWR-Raums.

## Albanien
- Tepelena
- Lajthiza
- Qafshtama
- Trebeshina
- Alpin
- Glina
- Tamara
- Spring
- Selita

## Andorra
- Aigua d'Andorra

## Belgien
- Amelbergabronnen, Quelle Amelberga in Amelbergabronnen
- Bon Val, Quelle Minval in Bavikhove
- Chaudfontaine, Quelle Thermal in Chaudfontaine
- Chevron, Quelle Monastère in Chevron
- Christianabronnen, Quelle Christina in Gavere
- Clémentine, Quelle Clémentine in Spixhe
- Duc Eau
- Freu-Hé, Quelle Freu-Hé in Stoumont
- Spa, Spa
- Spontin

## Bosnien und Herzegowina
| Name                | Quelle | Quellort | Vertrieb                     |
| ------------------- | ------ | -------- | ---------------------------- |
| Ilidžanski Dijamant |        | Ilidža   | Ilidžanski dijamant Sarajevo |
| Lara                |        | Ilidža   | Ilidžanski dijamant Sarajevo |
| Sara                |        | Ilidža   | Ilidžanski dijamant Sarajevo |
| Sarajevski Kiseljak |        | Kiseljak | Sarajevski Kiseljak d.d.     |
| Sarajevska voda     |        | Sarajevo | Sarajevska pivara            |

- Princes Tesanj
- Oasa Tesanj
- Tesanjski Kiseljak
- Tesanjski Dijamant
- Vitinka Kozluk

## Bulgarien
- Gorna Banja, Vorort von Sofia
- Bankja, Vorort von Sofia
- Devin, Stadt in Bulgarien nahe der Rhodopen
- Mihalkovo, das Mineralwasser ist natürlich mit Kohlensäure versetzt
- Velingrad
- Hissar, eine Mineralwasserquelle, die schon in der Römerzeit genutzt wurde
- Pirin Spring (Quelle im Pirin-Gebirge)
- Kom

## Dänemark
| Mineralwassermarke         | Quelle           | Quellort                                           |
| -------------------------- | ---------------- | -------------------------------------------------- |
| Aqua d’or                  | Aqua d’or-kilden | Fasterholt 7330 Brande                             |
| Denice                     | Denicekilden     | Fasterholt 7330 Brande                             |
| Carlsberg Kurvand          | Arnakke Kilde    | Silkeborg Bad 8600 Silkeborg                       |
| Kærspringeren              | Vinten-Kilden    | Brønsholmvej 11 Vinten 8700 Horsens                |
| Iskilde                    | Iskilden         | Skårdal Langkær 29 Hem 8660 Skanderborg            |
| Egekilde                   | Egekilde         | Faxe Bryggeri A/S Allé 1 4640 Fakse                |
| Kildevæld                  | Kildevæld        | Sdr. Saltumvej 4 9493 Saltum                       |
| Nornir                     | Nornir           | Skerrisvej 4 7330 Brande                           |
| Krusmølle Kilde            | Krusmølle Kilde  | Krusmølle Kilden v/Krusmølle i Sdr. Jylland        |
| Holk                       | Holk             | Amtsvejen 133 Mellerup 8900 Randers/Århus          |
| Fruenskilde                | Fruenskilde      | Højgårdvej 23 7100 Vejle                           |
| Boring 7                   | Boring 7         | Bornholms Kildevand ApS Piledamsstræde 6 3730 Nexø |
| Balders Kilde              | Balders Kilde    | Risbølvej 7250 Hejnsvig                            |
| Valdemars Slot Mineralvand | Valdemars Slot   | Valdemars Slot A/S 5700 Svendborg                  |
| Brokilde                   | Brokilde         | Ringstedvej 13 4520 Svinninge                      |

## Deutschland

### A
- Aachener Kaiserbrunnen, Aachen
- Abenstaler Quelle, Elsendorf
- Adelheidquelle
- Adelholzener Alpenquellen, Siegsdorf
- Aegidiusbrunnen, Bad Honnef (Quelle: Rheinlandquelle, Bornheim-Roisdorf)
- Alaska, Bad Liebenwerda
- Alasia Perle, Ebersburg
- Allgäuer Alpenwasser, Oberstaufen
- Altmühltaler
- Alt-Bürgerbrunn, Moers
- Alvara, Bochum
- alwa, Sersheim
- Amandus Quelle, Bad Rilchingen
- Antonius Quelle, Heil- und Mineralquellen Germete, Warburg-Germete
- Apollinaris, Bad Neuenahr-Ahrweiler
- Aqua Montana
- Aqua Nordic, Husum
- Aqua Vitale, Sachsenheim-Spielberg
- Aquella, Bochum
- Aquintus / Aquintéll, Walsum
- Ardey, Dortmund
- Arienheller
- Artesia Quelle
- Artus-Quelle (u. a. 7 Mountains) Quellort: Bornheim
- Auenwald, Wöpse
- Azur, Frankfurt am Main/Berkersheim

### B
- Bad Brambacher
- Bad Brückenauer (Staatl. Mineralbrunnen AG), Bad Brückenau
- Bad Driburger Naturparkquellen, Bad Driburg
- Bad Dürrheimer, Bad Dürrheim
- Bad Harzburger
- Bad Kissinger, Bad Kissingen
- Bad Lauchstädter, Bad Lauchstädt
- Mineralquellen Bad Liebenwerda, Bad Liebenwerda
- Bad Liebenzeller, Bad Liebenzell
- Bad Meinberger Mineralquellen, Horn-Bad Meinberg
- Bad Pyrmonter
- Bad Suderoder, Bad Suderode
- Bad Vilbeler
- Georg-Viktor-Quelle, Bad Wildungen
- Helenenquelle, Bad Wildungen
- Barock Quelle, Dresden
- Basinus, Krönungsquelle Bad Windsheim
- Bellaris, Bellheim/Pfalz
- Bellthal Moselsprudel, bei Kobern-Gondorf
- Berg Quelle, Schwollen
- Black Forest still, Peterstaler Mineralquellen GmbH, Bad Peterstal-Griesbach/Bad Rippoldsau-Schapbach
- Brillant Quelle, Schwollen
- Brohler, Brohl-Lützing
- Burg-Quelle, Plaidt
- Burgwallbronn, Duisburg

### C
- Caldener, Calden bei Kassel
- Carolinen, Bielefeld
- Christinen Brunnen, Bielefeld

### D
- Dauner Sprudel, Daun
- Del Bon, Schwollen
- Diamant Quelle, Schwollen
- Dietenbronner Quelle
- Dreiser Sprudel, Dreis-Brück

### E
- Eichensteiner, Naila
- Eisvogel
- Eifel-Quelle, Andernach (???)
- Elisabethen Quelle, Bad Vilbel
- Emsland Quelle
- Ensinger Mineralquelle, Vaihingen an der Enz-Ensingen
- Eugenie, Bad Imnau
- Extaler
- Externstein Quelle, Horn-Bad Meinberg

### F
- Felsensteiner
- Filippo, Bad Imnau
- Fiorelino/Erftstadt
- Fontanequell, Kloster Lehnin
- Fortuna Quelle, Fulda-Eichenzell
- Förstina, Fulda-Eichenzell
- Forstetal Mineralquelle, Horn-Bad Meinberg
- Franken Brunnen, Neustadt a.d.Aisch-Bad Windsheim
- Frische Brise, Rhens
- Fürst-Bismarck-Quelle, Reinbek
- Fürstenbrunn, Kloster Lehnin

### G
- Gänsefurther
- Geotaler, Quelle in Löhne
- Germeta, Heil- und Mineralquellen Germete, Warburg-Germete
- Gerolsteiner (siehe Gerolsteiner Brunnen, Gerolstein)
- Glashäger, Bad Doberan
- Göppinger Sprudel, Göppingen
- Gräfin Mariannen Quelle (GMQ), Bad Rilchingen
- Grafenquelle, Förste
- Güstrower Schlossquell

### H
- Haaner Felsenquelle, Haan
- Harzer Grauhof, Goslar
- Harzer Kristall Mineralbrunnen, Langelsheim
- Hassia, Bad Vilbel
- Hella
- Helenen-Quelle, Rinteln
- Herzog-Quelle, Bochum
- Herzog Wigbert Quelle, Homfeld
- Herzogin Augusta, Husum
- Hirschquelle, Bad Teinach
- Hochwald Sprudel, Schwollen
- Höllensprudel, Naila-Hölle
- Husumer-Mineralbrunnen, Husum

### I
- Imnauer Fürstenquelle (einschl. Apollo), Bad Imnau

### K
- Katlenburger Burgberg-Quelle (Katlenburg)
- Kirkeler Waldquelle, Kirkel
- Kißlegger Allgäuquelle, Kißlegg
- Kondrauer Mineralwasser, Waldsassen-Kondrau
- Köllertaler, Heusweiler-Eiweiler
- König Otto-Sprudel, Wiesau
- Kronenquelle, Moers
- Krumbacher Mineralwasser

### L
- Labertaler Heil- und Mineralquellen, Schierling (Oberpfalz)
- Lesmona aus der „St. Rimbert-Quelle“
- Lichtenauer Mineralquellen, Lichtenau (siehe auch Hassia Mineralquellen)
- Löwensteiner
- Lohberg-Quelle, Bochum
- Loona (Quelle: Auburg Quelle, Wagenfeld)
- Lubentiusbrunnen, (Limburg-Lindenholzhausen)

### M
- Monta, Essen
- Marienbrunnen
- Margonwasser
- Mephisto-Quelle, Aachen
- Minaqua
- Montcalm, Trebur
- Mühringer Schlossquelle, Bad Imnau

### N
- Nassauer Land, Emstaler Brunnen
- Neuselters
- NOÉ-Quelle, Erftstadt
- NordQuell, Trappenkamp
- Nürburg Quelle, Dreis-Brück

### O
- OberSelters, Bad Camberg-Oberselters
- Odenwald-Quelle
- Okertaler Mineralbrunnen, Oker (Goslar)
- Oppacher Mineralquellen
- Ottilien-Quelle, Randegg

### P
- Perling, Rhens
- Peterstaler, Bad Peterstal-Griesbach/Bad Rippoldsau-Schapbach
- Pfälzer Silberbrunnen, Medard (Glan)

### Q
- Q2
- Quellbrunn, Essen
- PurBorn, (siehe Dreiser Sprudel)

### R
- Reginaris, Mendig
- Remus Quelle, Niederrieden
- Rhenser Mineralbrunnen, Rhens
- Rheinfelsquelle, Duisburg-Walsum
- Rhodius, Burgbrohl
- Rietenauer Heiligentalquelle, Aspach Rietenau
- Rhön-Sprudel, Ebersburg-Weyhers (Landkreis Fulda)
- Rilchinger, Bad Rilchingen
- Rohrauer
- Römerwall
- Rosbacher, Rosbach (siehe Hassia Mineralquellen)
- Rottenburg Obernau
- Rudolfquelle (1,49)

### S
- SALFTER, Bornheim-Roisdorf
- Salvus, Emsdetten
- Saskia Quelle, Kirkel, Leißling, Jessen, Wörth
- Sawell, Emsdetten
- Schloss Quelle, Schloss-Quelle Mellis GmbH, Essen
- Schwarzwald-Sprudel, Bad Peterstal-Griesbach
- Schwollener Sprudel, Schwollen
- Selters
- Siegsdorfer Petrusquelle
- Silberbrunnen, Reutlingen
- Sinziger, Sinzig
- Sodenthaler (siehe Coca-Cola Company)
- Spessart-Quelle, Biebergemünd
- Spreequell
- Staatl. Fachingen, Fachingen
- Staatlich Bad Meinberger, Horn Bad-Meinberg
- Staatl. Mineralbrunnen AG, Bad Brückenau
- Steigerwald, Oberscheinfeld
- St. Jakobus, Kloster Lehnin
- St-Medardus, Medard (Glan)
- Steinbronn-Quelle, Bochum-Wattenscheid
- Steinsieker-Brunnen, Löhne-Westfalen
- St.-Margarethen Heilwasser, Löhne-Westfalen
- St. Gero (siehe Gerolsteiner Brunnen)
- Stiftsquelle, Dorsten
- St.-Leonhards-Quelle
- Syburg Quelle, Dortmund
- Sylt Quelle, Sylt

### T
- Taunusquelle
- Teinacher, Bad Teinach-Zavelstein
- Teusser Mineralbrunnen, Löwenstein
- ThalQuell, Schwollen
- Thüringer Heidequell, Pößneck
- Thüringer Waldquell, Schmalkalden
- Tönissteiner, Brohl-Lützing

### U
- Überkinger, Bad Überkingen (einschl. Ü-Motion)
- Urbacher (siehe Coca-Cola Company)

### V
- Vilsa, Bruchhausen-Vilsen
- ViO
- Vivre, Naila
- Vorgebirqsquelle, Bornheim-Roisdorf
- Vogelsberger Mineralbrunnen
- Vulkania Heilwasser, (siehe Dreiser Sprudel)

### W
- Waldecker Mineralwasser
- Warburger Waldquell, Heil- und Mineralquellen Germete, Warburg-Germete
- Weisensteiner Quelle, (siehe Schwollener Sprudel)
- Wiesentaler-Mineralbrunnen Waghäusel
- Wittenseer Mineralbrunnen
- Wüteria Mineralquellen

## Estland
| Handelsname                          | Name der Quelle                | Gewinnungsort                                                               |
| HAAGE                                | Puurkaev B’EST                 | Tartumaa, Tähtvere vald, Haage küla, Veemeistri tee 7                       |
| Haanja                               | Puurkaev Haanja                | Võrumaa, Võru linn                                                          |
| HÄÄDEMEESTE GOODMENS                 | Puurkaevu katastri number 8021 | Pärnumaa, Häädemeeste vald, Häädemeeste alevik Asuja 9 Mineraalvee maaüksus |
| VICHY                                | Veehaare „Vichy“               | Harjumaa, Saku                                                              |
| VÄRSKA                               | Puurkaev nr. 5                 | Põlvamaa, Värska vald , Väike - Rõsna küla                                  |
| VÄRSKA ORIGINAAL                     | Puurkaev nr. 7                 | Põlvamaa, Värska vald, Värska alevik                                        |
| VÄRSKA NATURAL                       | Kaev nr. 8                     | Põlvamaa, Värska vald, Värska alevik                                        |
| Värska Mineraal                      | Puurkaev nr. 9                 | Võrumaa, Setomaa vald, Väike-Rõsna küla                                     |
| Värska looduslik mineraalvesi nr. 10 | Puurkaev nr. 10                | Võrumaa, Setomaa vald, Väike-Rõsna küla                                     |

## Finnland
- Vellamo (Viikinäisten syvälähde),  Heinola

## Frankreich
- Arcens
- Badoit (Danone Eaux Konzern)
- Carola
- Châteldon
- Contrex (Nestlé Waters) – Quelle: Contrexéville (Vosges)
- Cristaline
- Evian (Danone Eaux Konzern) – Quelle: Évian-les-Bains (Haute-Savoie)
- Ogeu
- Perrier (Nestlé Waters) – Quelle: Vergèze (Gard)
- Quezac – Quelle: Diva (Lozère)
- Rozana – Quelle: Beauregard-Vendon
- Salvetat
- Vals – Quelle: Vals-les-Bains (Ardèche)
- Vernière
- Vichy – Quelle: Vichy (Allier)
- Volvic (Danone Eaux Konzern) – Quelle: Volvic (Puy-de-Dôme)

## Griechenland
| Mineralwassermarke           | Quelle                                          | Quellort                                               |
| ---------------------------- | ----------------------------------------------- | ------------------------------------------------------ |
| Alfa                         | Source Alfa                                     | Arnissas, DE Vegoritidas Dimou Edessas N. Pellas       |
| Anthemis (früher Ira)        | Ira                                             | Kinotita Stavrinidon N. Samou                          |
| Apollonio                    | Apollonio                                       | Agia Varvara Rodos N. Dodekanisou                      |
| Avra                         | Geotrisi Avra Geotrisi Avra 4                   | Dimos Aigiou N. Ahaias                                 |
| Corfu                        | Corfu                                           | Kinotita Chloromation N. Kerkiras                      |
| diamanti                     | Source Diamanti                                 | Petroussa DE Prosoutsanis Dimou Prosoutsanis PE Dramas |
| Dios                         | Source Dios                                     | DD Karitsas Dimou Diou n. Pierias                      |
| Doumbia                      | Doumbia                                         | Kinotita Doumbion N. Chalkidikis                       |
| Evdoro                       | Evdoro                                          | Dimotiko Diamertisma Meliaton Ipatis N. Fthiotidas     |
| Florina                      | Afoi Efremidi ABEE                              | BI. PE. Florinas                                       |
| Ias                          | Source Ias                                      | Ditiko Diamerisma Kallianon Stimphalias N. Korinthias  |
| Ioli                         | Ioli source                                     | Kinotita Moshohoriou N. Fthiotidas                     |
| Kalliroi                     | Silli                                           | Kinotita Sillis, N. Dramas                             |
| Karies                       | Karies                                          | Kinotita Leontiou (Veteika) N. Ahaias                  |
| Kimi                         | Source Kimi                                     | Evia, N. Evias                                         |
| Kionia                       | Trani Gortsa                                    | Kallianoi DE Stymfaliaw Dimou Sikionion                |
| Klinos                       | Palavi                                          | Kinotita Klinou N. Trikalon                            |
| Korpi                        | Geotrisi Korpi (former Papagianni) Source Korpi | Kinotita Monastirakiou Vonitsas N. Etoloakarnanias     |
| Krini                        | Krini                                           | Kinotita „Polla Nera“ N. Imathias                      |
| Krinos                       | Krinos                                          | Rododafni Egiou N. Ahaias                              |
| Lefka Ori                    | Dihalorimata                                    | DD Stilou Dimos Apokoronou N. Chanion                  |
| Lezina                       | Lezina                                          | Vourkoti Apikion Androu N. Kykladon                    |
| Loutraki                     | Loutraki                                        | Loutraki, N. Korinthias                                |
| Mega Perry                   | Kastri Mega Peristeri                           | Metsovo N. Ioanninon                                   |
| Merkada                      | L. Thanella                                     | Merkada, N. Fthiotidas                                 |
| Meteora                      | Stagon                                          | Kalabaka, N. Trikalon                                  |
| Nigrita                      | Therma Nigritas                                 | Therma Nigritas, N. Serron                             |
| Niki                         | Niki                                            | Kinotita Ano Karyotes Samotharkis, N. Evrou            |
| Olympos                      | Source Olympos                                  | Leprokarya Dimos A. Olympou, N. Pierias                |
| Piges Kostilatas stin Hpeiro | Pigi Mourtzia II Vrizokalamou Kostilatas        | Siamantas, Kinotita Theodorianon, N. Artas             |
| Pigi Olympou                 | Pigi Olympou B’ Source A1                       | Vouliki Katerinis, N. Pierias                          |
| Samarina                     | Goura Samarinas                                 | Samarina, N. Grevenon                                  |
| Seli                         | Assos                                           | Spilia, N. Kozanis                                     |
| Souli                        | Geotrisi C1                                     | Koutso DD Rematias Dimou Lourou N. Prevezas            |
| Souroti                      | Souroti Souroti Source C1                       | Kinotita Sourotis N. Thessalonikis                     |
| Stamna                       | Stamna (former Hamoprina)                       | Mallia, N. Irakleiou Kritis                            |
| Theoni                       | Goura                                           | Karditsa N. Karditsas                                  |
| Thetis                       | Honaiou                                         | Kinotita Vasilikon (Galarinou) N. Xalkidikis           |
| Veniza                       | Vakontios                                       | Kinotita Villion, N. Attikis                           |
| Vikos                        | Vikos                                           | Kinotita Perivleptou N. Ioanninon                      |
| Xino Nero                    | Source Poiro                                    | Dimos Amynteou N. Florinas                             |
| Ydor Paggaio                 | Akrovouni                                       | Akrovouni Dimou Paggaiou PE Kavalas                    |
| Zagori                       | Karakori Perivleptou                            | Kinotita Perivleptou N. Ioanninon                      |
| Zagori                       | Galderimi Kranoulas                             | Koinotita Kranoulas N. Ioanninon                       |
| Mitsikeli                    | Zagorohoria                                     | Mesovouni Negrades N. Ioanninon                        |
| Zaros                        | Amati                                           | Dimos Zarou N. Irakleiou                               |
| ZIREIA                       | ΥΓ1 ZIREIA                                      | Achouri, DE Kyllinis Dimos Stymfalias N. Korinthias    |

## Großbritannien (Nordirland und Wales)
- Anu Irish Water, Armoy (Co. Antrim), Nordirland
- Brecon Carreg, Llwyn Dewi Trapp, Carmarthensire County, Wales
- Craigavon Classic, Craigavon (Co. Armagh), Nordirland
- Rocwell Spring,  Pomeroy (Co. Tyrone), Nordirland

## Irland
- Ballygowan
- Glenpatrick

## Island
| Mineralwassermarke | Quelle       | Quellort                   |
| ------------------ | ------------ | -------------------------- |
| Icelandic Glacial  | Ölfus Spring | Hlíðarendi, Ölfus, Selfoss |

## Italien
- Acqua Panna (Nestlé Waters)
- Plose Mineralwasser (Fonte Plose S.p.A.)
- Ferrarelle (Abfüllung in)
- Filette-Fonte Italia
- Fiuggi
- Fontalba (Abfüllung in Montalbano Elicona, Provinz Messina, Sizilien, für Montalbano Acque S.r.l.)
- Geraci (Aus zwei Quellen: Fegotti Castagneto und Piano Lungo[2], Abfüllung in Geraci Siculo, Parco delle Madonie, Metropolitanstadt Palermo, Sizilien, für Terme di Geraci Siculo S.p.A.)
- Goccia di Carnia
- Kaiserwasser
- Lete (Abfüllung in Pratella, Provinz Caserta, Region Kampanien, für SGAM S.p.A.[3])
- Levissima (Abfüllung in Valdisotto, Provinz Sondrio, Region Lombardei, für S.Pellegrino S.p.A., Nestlé Waters)
- Mangiatorella (Abfüllung in Mangiatorella di Stilo, Provinz Reggio Calabria, Region Kalabrien, für Mangiatorella S.p.A.)
- Nestlé Vera (siehe Vera)
- Pejo (Nestlé Waters)
- Recoaro (Nestlé Waters)
- Rocchetta (Abfüllung in Gualdo Tadino, Provinz Perugia, Region Umbrien, für Rocchetta S.p.A.)
- San Benedetto
- San Bernardo (Abfüllung in Garessio und Ormea, Provinz Cuneo, Region Piemont, für S.Bernardo S.p.A., Gruppo Montecristo[4])
- Sanct Zacharias Mineral-Thermalwasser
- S.Pellegrino (Nestlé Waters)
- Sant’Anna (Abfüllung in Vinadio, Provinz Cuneo, Region Piemont, für Acqua Sant'Anna S.p.A.)
- Sole
- Sorgente Linda (abgefüllt für Despar und Spar Österreichische Warenhandels-AG)
- Uliveto (Abfüllung in Uliveto Terme, Vicopisano, Provinz Pisa, Region Toskana, für Acqua e Terme di Uliveto S.p.A.)
- Meraner Mineralwasser (Abfüllung in Algund bei Meran, Provinz Bozen – Südtirol, Region Trentino-Südtirol, für Aquaeforst GmbH)
- Vera (Aus drei unterschiedlichen Quellen, abgefüllt an drei Orten: S. Rosalia, Abfüllung in Santo Stefano Quisquina, Freies Gemeindekonsortium Agrigent, Region Sizilien, Naturae, Abfüllung in Castrocielo, Provinz Frosinone, Region Latium, beide abgefüllt für Aqua Vera S.p.A.; In Bosco, Abfüllung in San Giorgio in Bosco, Provinz Padua, Region Venetien, für S.Pellegrino, Nestlé Waters)
- Vita Snella (Abfüllung in Darfo Boario Terme, Provinz Brescia, Region Lombardei, für Ferrarelle S.p.A.)

## Kosovo
- Rugovë
- Brezovica
- Jon
- Kllokot
- DEA
- Uji i Pejës
- Akull
- Ujë i Alpeve
- Spirit of Drini
- Tana
- Zajqeci
- Mokne

## Kroatien
- Jamnica
- Lipicki Studenac
- Sveti Rok
- Jana
- Studena
- Bistra
- Cetina

## Lettland
| Mineralwassermarke | Quelle                     | Quellort        |
| ------------------ | -------------------------- | --------------- |
| Mangaļi            | Mangaļi – 2, DB 21379      | Rīga            |
| Mangaļi – 1        | Mangaļi – 1, DB 21545      | Rīga            |
| VENDEN             | Cīrulīši, DB 7642          | Cīrulīši, Cēsis |
| Zaķumuiža          | Zaķumuiža avots, Nr. 14801 | Garkalne        |
| 885                | 885, Nr. 26107             | Alojas pagasts  |

## Litauen
- Vytautas (Wasser)
- Druskininkų Rasa
- Neptūnas
- Tichė

## Luxemburg
- Rosport, Rosport
- Beckerich, Beckerich (wird unter diversen Namen verkauft)

## Montenegro
- Gorska

## Niederlande
- Bar-Le-Duc, Utrecht
- Euregio
- Source de Ciseau, Heerlen

## Nordirland (Großbritannien)
- Anu Irish Water, Armoy (Co. Antrim)
- Craigavon Classic,  Craigavon (Co. Armagh)
- Rocwell Spring,  Pomeroy (Co. Tyrone)

## Norwegen
- Eira
- Farris
- Isbre
- Isklar
- Fyresdal
- Olden
- Osa
- Rustad Spring
- Snåsa
- Voss

## Österreich
- Alpquell
- Astoria, Münster (Tirol)
- Frankenmarkter
- Gasteiner
- Güssinger Mineralwasser
- IQuell
- Johannisbrunnen-Heilwasser
- Juvina
- Long Life
- Markus-Quelle
- Minaris
- Montes
- Naturquelle
- Oxygizer
- Peterquelle
- Preblauer
- Römerquelle
- Sicheldorfer
- Saskia
- SilberQuelle, Brixlegg
- Sulzegger
- Tauernquelle
- Vitusquelle
- Vöslauer
- Waldquelle
- Wildalp

## Polen
- Arctic
- Cisowianka
- Kropla Beskidu
- Nałęczowianka
- Połczyn-Zdrój
- Staropolanka
- Ustronianka
- Żywiec Zdrój

## Rumänien
- Alpina Borsa
- Amfiteatru
- Apa Craiului
- Aquatique
- Aqua Carpatica
- Aqua Sara
- Aqua Vital
- Artesia
- Azuga
- Baile Lipova
- Biborțeni
- Bilbor
- Bodoc
- Borsec
- Bucovina
- Buzias
- Carpatina
- Certeze
- Cezara
- Cheile Bicazului
- Cora
- Cristalina
- Cristalul Muntilor
- Dorna
- Hera
- Herculane
- Izvorul Alpin
- Izvorul Cetatii Crizbav
- Izvorul Minunilor
- Izvorul Muntelui
- Keia
- Lipova
- Lithinia
- Naturis
- Natanael Ani
- Oas
- Perenna Premier
- Perla Apusenilor
- Perla Covasnei
- Perla Harghitei
- Poiana Negrii
- Raraul
- Roua Muntilor
- Saguaro
- Sestina
- Spring Harghita
- Stanceni
- Tiva Harghita
- Tusnad
- Valea Brazilor
- Valcele
- Zizin[5][6]

## Russland
- Aqua Minerale
- Khan – Kul'
- Baikal
- Jessentuki

## Schweden
- Åive, Hirvasåive
- Åre Water
- Guttsta källa
- Hellebrunn
- Ramlösa Hälsobrunn, Helsingborg
- Sätra Brunn, Sala
- Söderåsen,  Hofors
- Storskogenskälla, Töllsjö
- Tollagården, Gesunda

## Schweiz
- Adelbodner
- Adello, siehe Adelbodner
- Allegra
- Alpenrose, siehe Adelbodner
- Appenzeller Mineralwasser (Goba AG, Mineralquelle Gontenbad)
- Aproz
- Aquella
- Aqui (bis 1999)
- Arkina Yverdon (bis 2007)
- Aua Alva
- Buffy
- Cristallo, Lostorfer Mineralwasser mit Aroma, siehe Mineralquelle Lostorf
- Cristalp Saxon
- Eden Dorénaz
- Eglisauer (aus der Mineralquelle Eglisau), siehe Vivi Kola
- Elmer Mineral (von 1973 bis 2002 unter der Marke Fontessa Elm vertrieben)
- Eptinger
- Farmer Mineral, siehe Adelbodner
- Fontessa Elm (hieß bis 1973 Elmer Mineral, 2002 wurde Fontessa Elm wieder in Elmer Mineral umbenannt)
- Heidiland (2009 eingestellt)
- Henniez
- Knutwiler
- Lostorfer Mineralwasser, siehe Eptinger
- M-Budget Mineralwasser
- Meltina (Meltinger)
- Nendaz
- Oeybad-Quelle
- Passugger
- Prix Garantie Mineralwasser
- Rhäzünser
- Saguaro, Lostorfer Mineralwasser, Lidl Schweiz
- San Bernardino
- San Clemente
- Swiss Alpina
- Titlis
- Valser
- Zürcher Mineralwasser
- Zurzacher

## Serbien
- Knjaz Miloš
- Vodavoda
- Rilo
- Karađorđe
- Rada
- Heba
- Duboka
- Mivela
- Prolom
- Zlatibor Voda
- Rosa

## Slowenien
- Radenska – Tri srca (drei Herzen)
- Donat Mg – Rogaška Slatina
- Costela
- Tempel
- Zala

## Spanien
- Aquarel
- Bezoya
- Cortes
- Font d'Or
- Font Vella
- Fontemilla
- Fuensanta natural / con gas / sin gas
- Insalus
- Lanjarón
- Les Creus
- PINEO natural / medium / Luna Llena / Luna Creciente
- Solán de Cabras
- Veri
- Font Major
- Vichy Catalán (con gas)
- Vilajuiga
- FIRGAS (Islas Canarias) Mineral Natural, sin gas/con gas

## Tschechien
- Biliner Sauerbrunn
- Mattoni, Karlsbad
- Magnesia

## Ungarn
- Aquarel (Cédrus)
- Balfi – (Balf)
- Parádi – Parád
- Mira – Karajenő
- Theodora – Kékkút
- Salvus (Heilwasser) – (Bükkszék) Heilwasser für Magenbeschwerden (z. B. Reflux)
- Szentkirályi

## Zypern
| Mineralwassermarke | Quelle                        | Quellort       |
| ------------------ | ----------------------------- | -------------- |
| Agros              | Agros BH W52/77 Agros W131/93 | Agros Cyprus   |
| Ayios Nicolaos     | Ayios Nicolaos                | Ayios Nicolaos |
| Kykkos             | BH KYK 2/01 BH KYK 1/07       | Tsakkistra     |